# 克什米尔门 (拉合尔)
克什米尔门（Kashmiri Gate, Kashmiri Darwaza）是巴基斯坦旁遮普省拉合尔城墙的13个城门之一。城门得名于它面向克什米尔的方向。城门内是一个购物集市区，称为“克什米尔巴扎”，还有一个女子学校，是一座美丽的莫卧儿建筑。

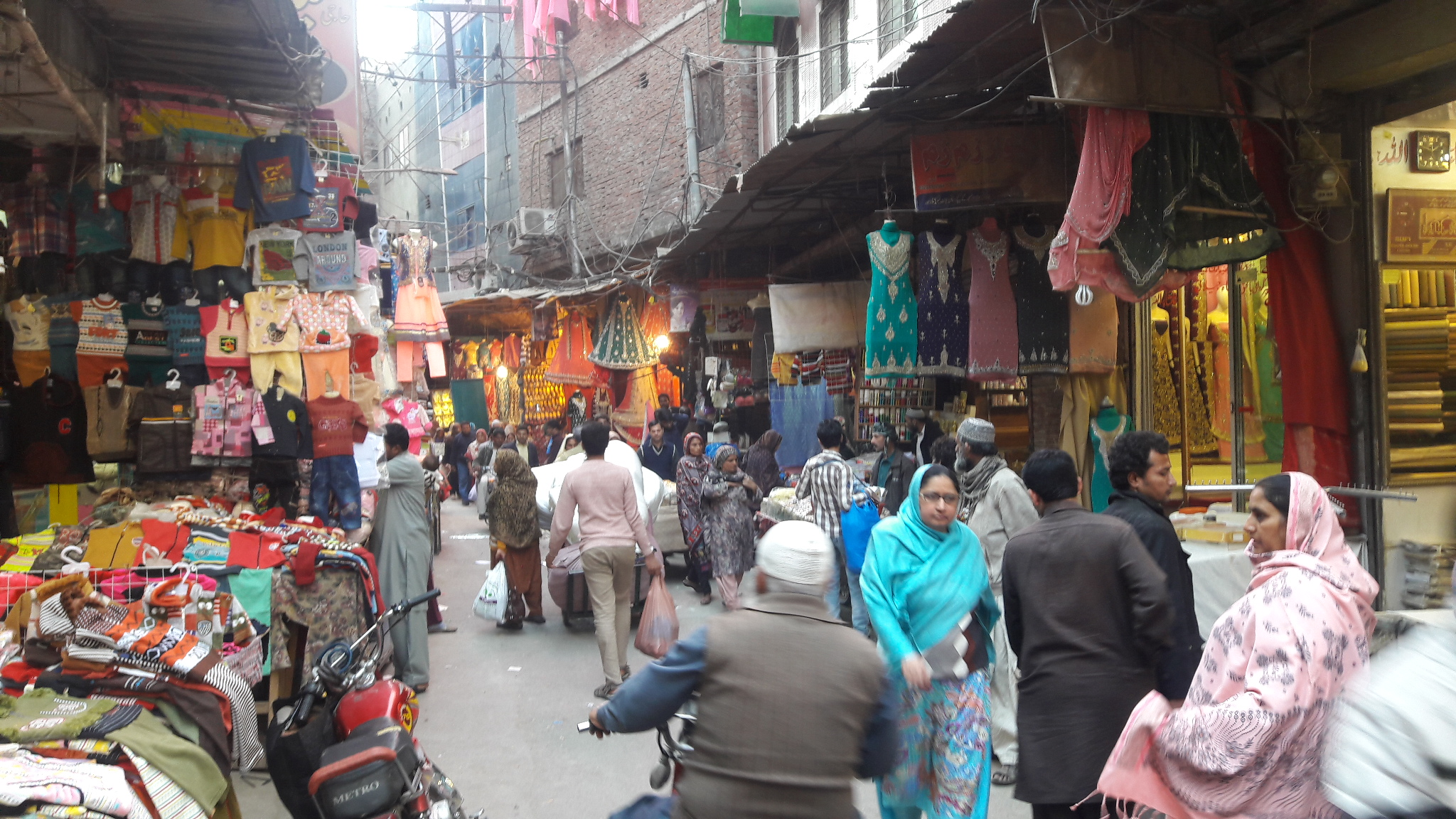
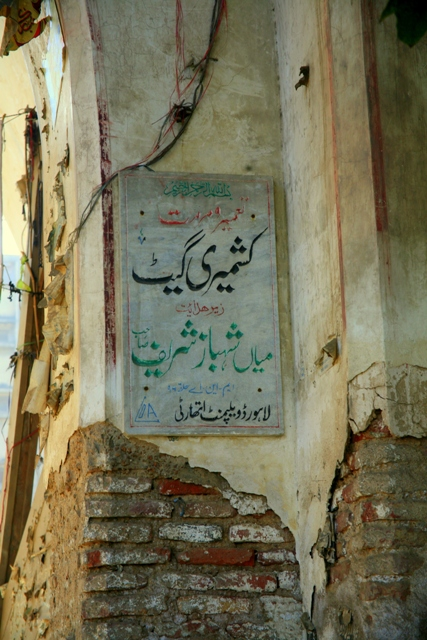
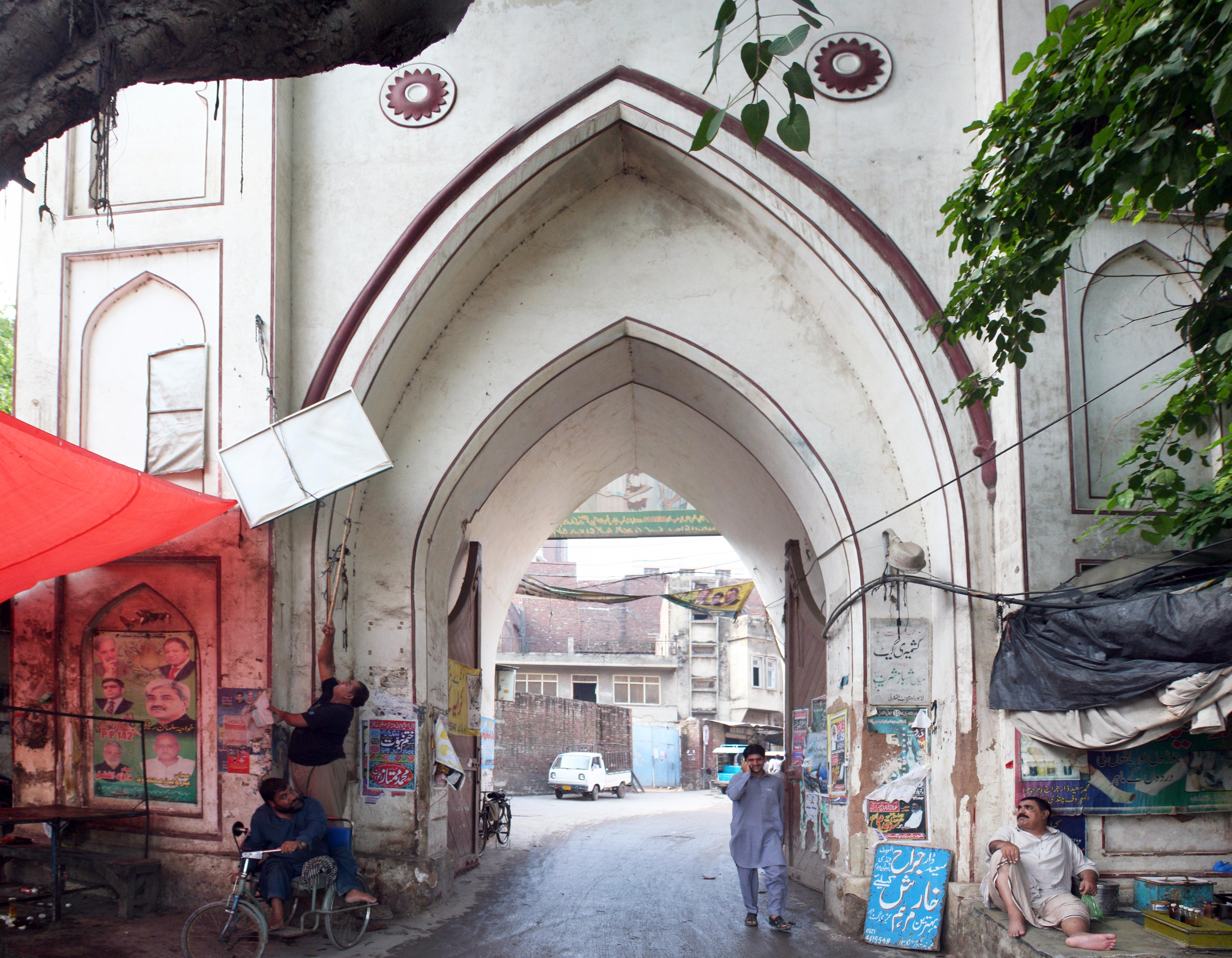
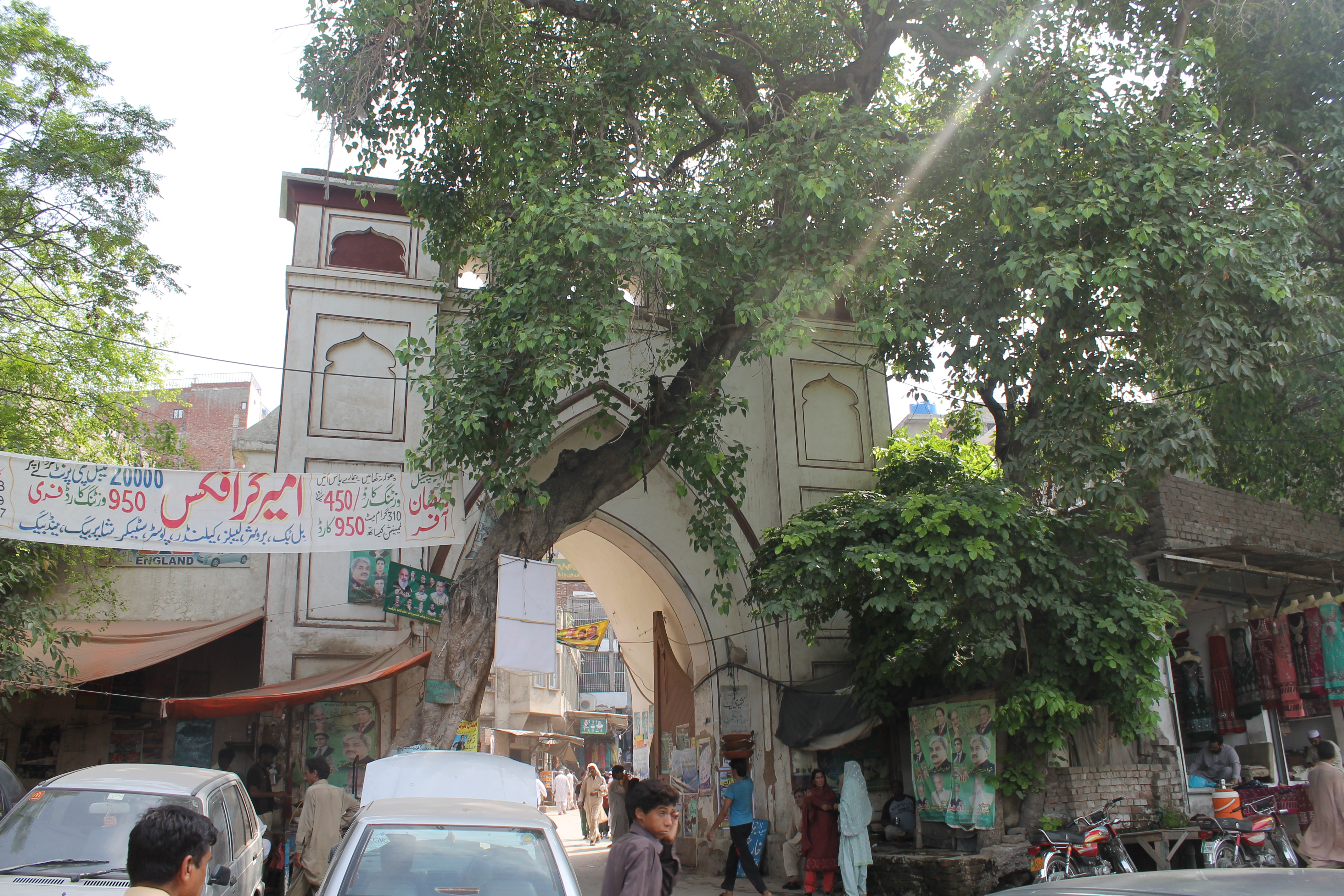